# Strongyloides
Strongyloides (denumirea latină) [din greaca strongylos (στρογγύλος) = rotund + eidos (εἶδος) =  formă]  sau strongil, anguilulă (denumirea română) este numele unui gen de paraziți nematozi mici din familia Strongyloididae, ordinul Rhabditida, care sunt caracterizați printr-un ciclu de viață neobișnuit, care implică generații libere și parazite. Sunt frecvent întâlniți în intestinul subțire al mamiferelor (în special al rumegătoarelor), dar unele specii pot fi întâlnite la păsări, reptile și amfibieni.
Infecție umană, strongiloidoza, este cauzată în principal de către Strongyloides stercoralis, un nematod mic al câinilor, primatelor și omului, larg răspândit în toate regiunile tropicale umede, sau de Strongyloides fuelleborni, un parazit al primatelor din regiunile tropicale din Africa și Asia și al oamenilor din zonele tropicale din Africa și Noua Guinee.
Alte specii includ Strongyloides papillosus parazit al vacilor, porcilor, oilor, caprelor, iepurilor și șobolanilor, Strongyloides ransomi parazit al porcilor și Strongyloides ratti parazit al șobolanilor.